# Amigurumi
Amigurumi (jap. 編み包み) ist eine Zusammensetzung der beiden japanischen Verben amu (編む, dt. Stricken) und kurumu (包む, dt. einhüllen, verpacken). Es bezeichnet eine japanische Strick- oder Häkelkunst, mit der kleine Tierpuppen, Gegenstände, Lebensmittel oder auch anthropomorphe Objekte (縫い包み, nuigurumi) hergestellt werden. In der Regel entsprechen die Amigurumifiguren dem Kindchenschema oder ähneln Mangacharakteren und -wesen. Die kleinen Puppen eignen sich zum Spielen, Sammeln oder zum Beispiel auch als Schlüsselanhänger. Im Regelfall sind Amigurumi zwischen 10 und 15 Zentimeter groß.
Die Figuren werden hauptsächlich aus Garn gemacht, wobei oftmals in Spiralen und Runden gehäkelt bzw. gestrickt wird. Meistens setzen sie sich aus mehreren Einzelteilen zusammen. Manche besitzen jedoch keine Gliedmaßen und der Kopf wird zusammen mit dem Körper in einem Stück gehäkelt. Die Extremitäten werden häufig mit Kunststoffstücken gefüllt, um ihnen ein lebensechtes Gewicht zu geben, während der Rest des Körpers mit leichterem Material wie Watte, Puppenfüllwolle oder Schaumpolystyrol angefüllt wird.
Es gibt mittlerweile Anleitungen und Ideen, Amigurumifiguren auch mittels Filz, Stoff, Styroporkugeln, Knöpfen etc. zu basteln, was diesen Handarbeitstrend auch für Personen attraktiv machen kann, die nicht häkeln oder stricken können.

Mikrohäkelarbeit aus Garn
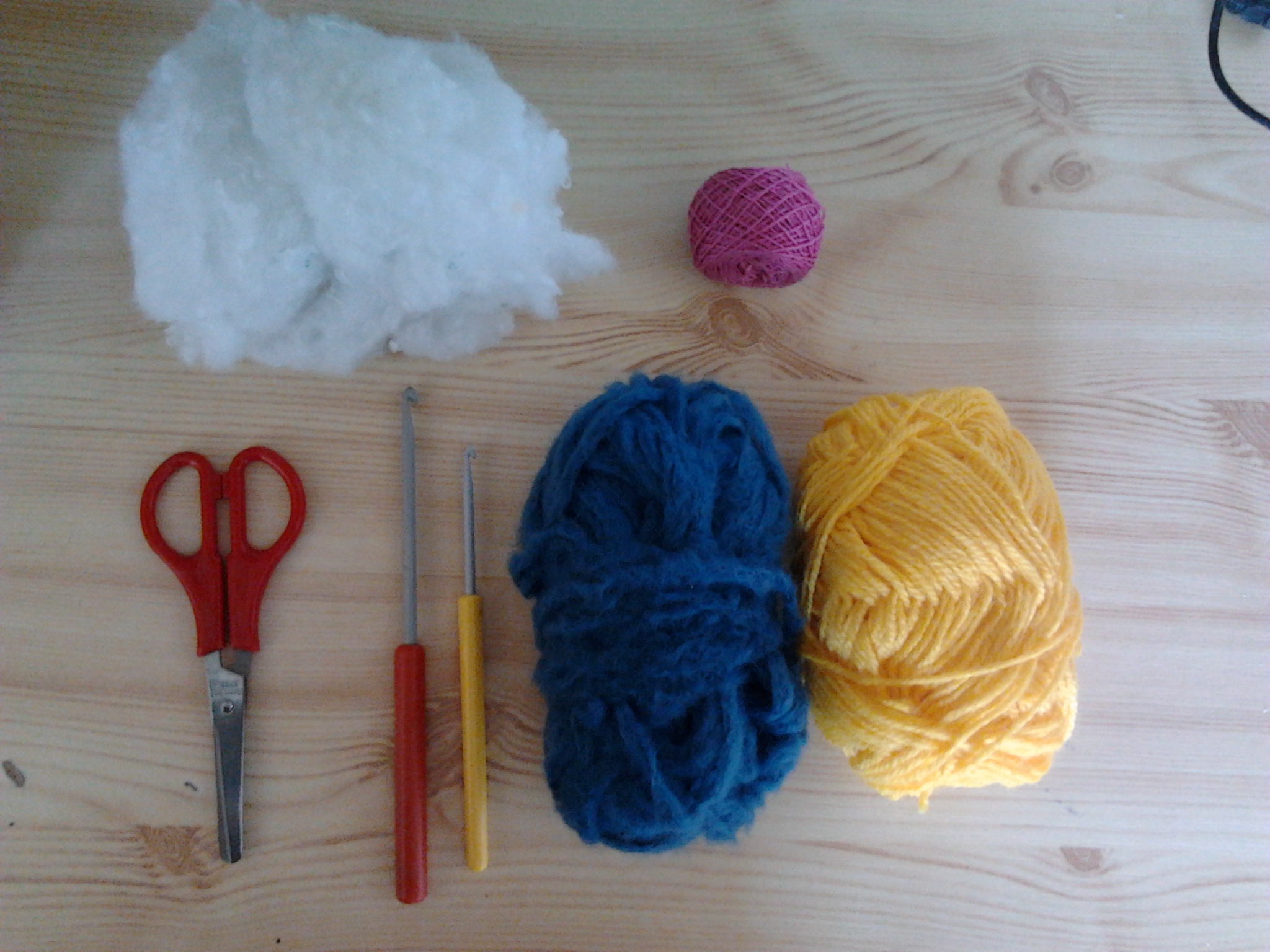
Beispiel für benötigtes Material
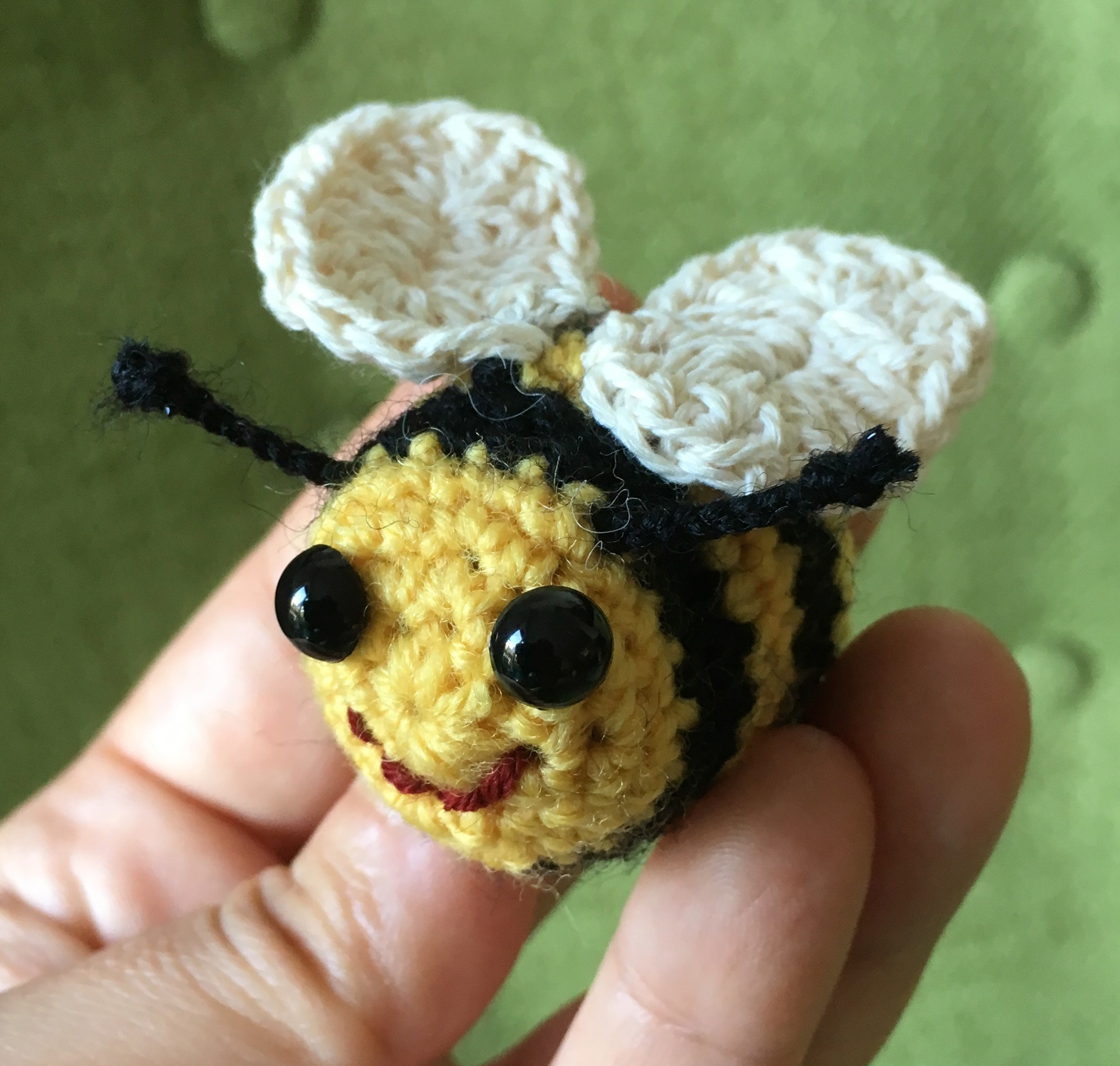
Amigurumi-Tiernachbildung: Biene in Mikrogröße
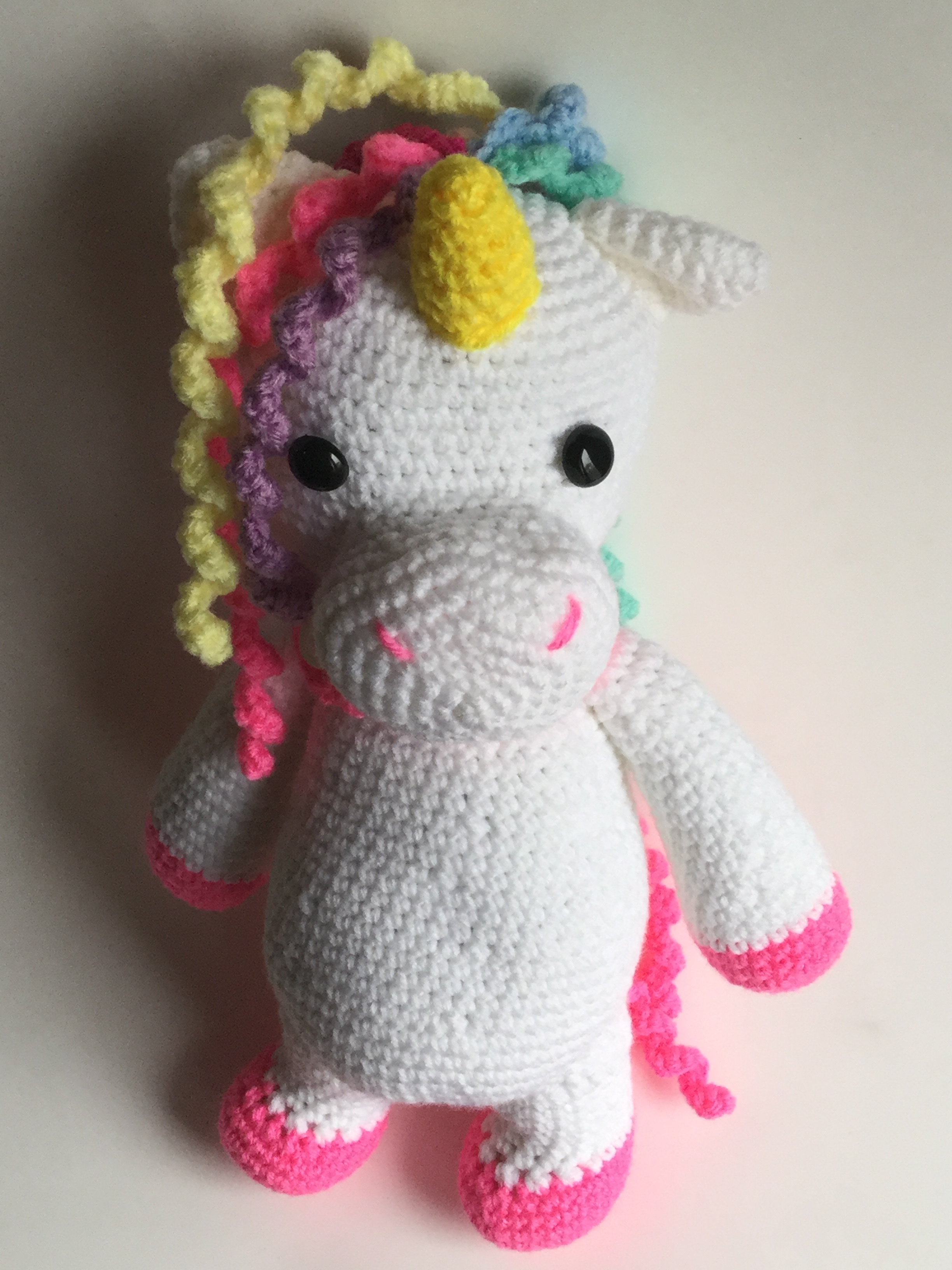
Amigurumi-Phantasie: Einhorn
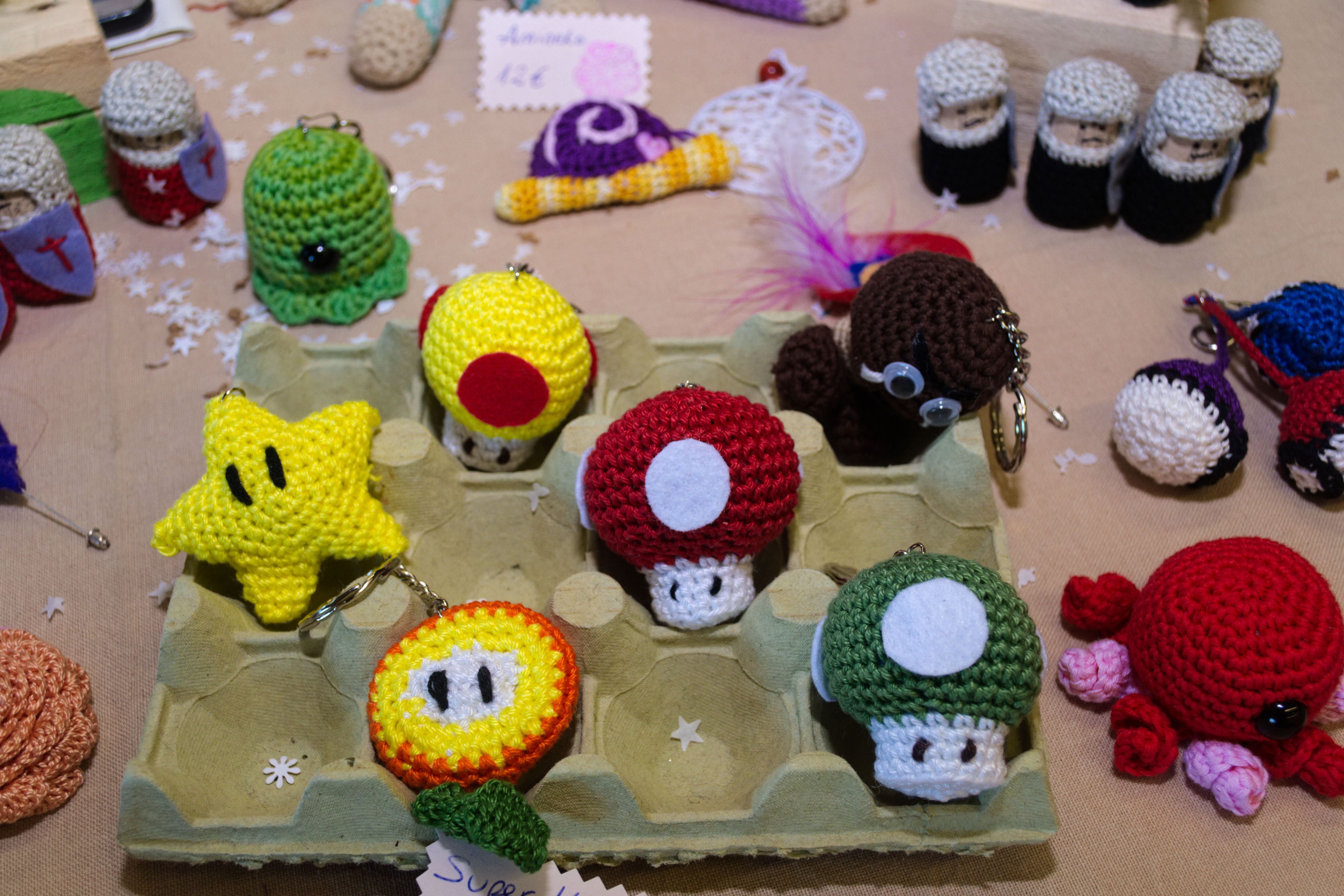
Amigurumi-Anhänger auf einem Verkaufsstand
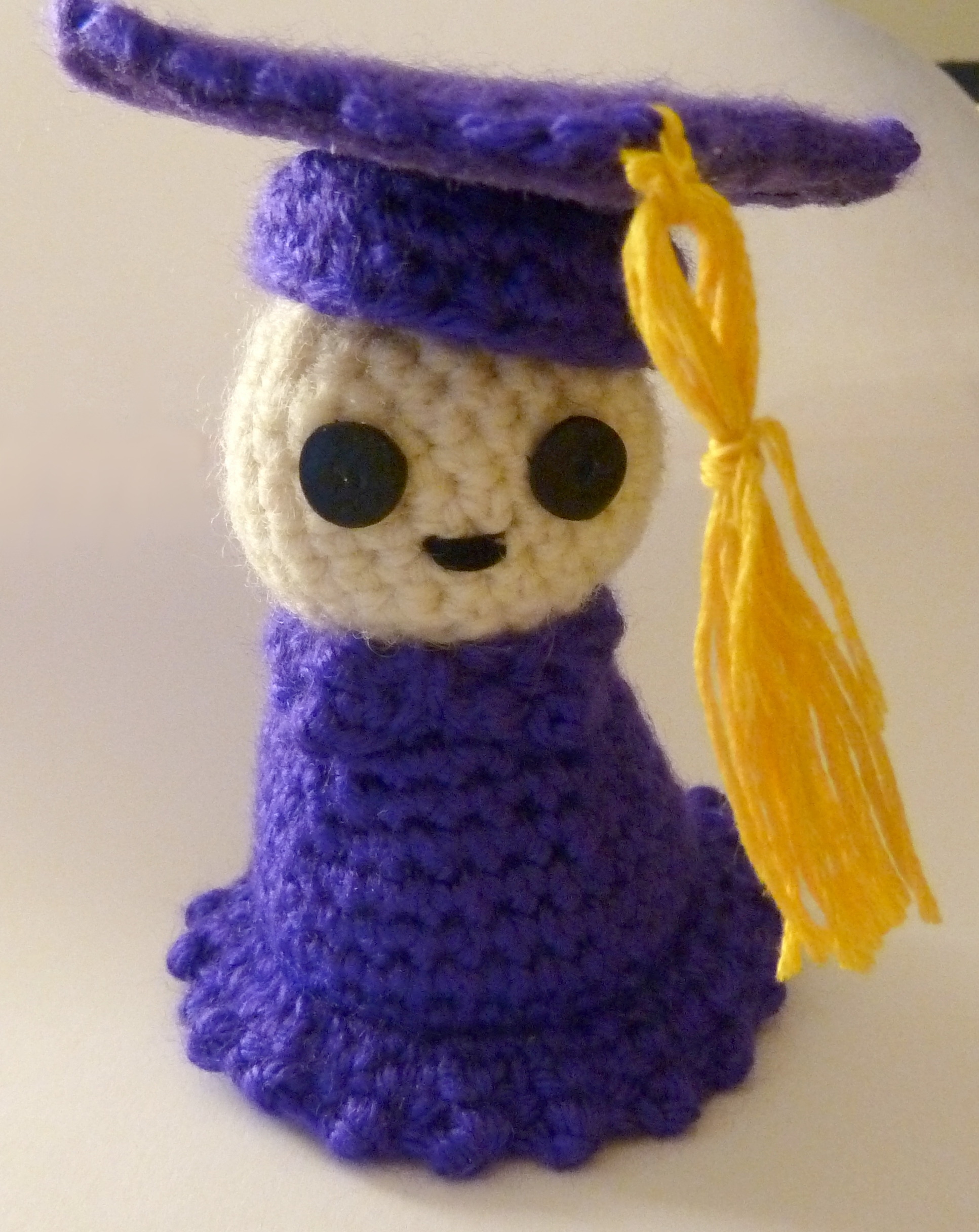
Anthropomorph ohne Gliedmaßen: Graduierte